# Stefanija Đ. Nikolić
Stefanija Đ. Nikolić (Beč, 1875 — Mionica, 23. jun 1924) bila je dobrotvorka Srpske kraljevske akademije.

## Biografija
Rođena 1875. godine u porodici Auterta od oca Johana i majke Marije Pauer. U vremenu njenog rođenja otac joj je bio u penziji, te je porodica Autert živela u Medlingu kod Beča. Stefanija je osnovnu školu završila u Beču. Posle osnovne škole, završila je četiri razreda gimnazije ali nije ostalo zapisano da li je polagala maturu. Kako je bila darovita devojka, roditelji su za nju imali ambiciozne planove. Godine 1896. venčala se u Beogradu u Vaznosenskoj crkvi za apotekara Đorđe Nikolića, koga je upoznala kada se on kao student farmacije preselio iz Beča u Medling, iz finansijksih razloga. Njeni roditelji nisu odobravali njen odlazak za Srbiju zbog turskog uticaja koji se osećao i u drugoj polovini XIX veka. Država je u to vreme davala koncesije-dozvole za otvaranje apoteka u varošicama kako bi štitili grdjane od nadrilekara i vračara. Stefanija je svojom komunikacijom i ljubaznošću veoma brzo stekla brojna prijateljstva. Uvodila je među starosedeocima moderan način vodjenja kuće, uvodila ih u svet bečke muzike, koju je dobro reprodukovala na klaviru; takođe je razmenjivala knjige koliko je to bilo moguće. Zauzvrat, meštani su nju podučavali srpski jezik. Stefanija je sa svojim suprugom Đorđem Nikolićem provela u srećnom braku oko dvadeset osam godina, bez dece.

## Dobrotvorni rad
Stefanijin idiličan i miran život ne traje dugo na prostoru Srbije. Počinju oslobodilački ratovi 1912. i 1913. a zatim najgori 1914. sa Austrougarskom carevinom, zemljom u kojoj je rođena i u kojoj je školovana. Đorđe je bio mobilisan i nalazio se na ratištu, dok Stefanija za vreme surove austrougarske okupacije pomaže srpskom narodu, koliko je to bilo u njenoj moći, kako bi bar malo olakšala težak život ratnika. Zbog svog dobrotvornog rada Stefaniju Nikolić okupacione stane proganjaju, a zatim hapse, tuku u zatvoru i određuju za vešanje. Izvršenje smrtne kazne biva stalno odlagano, kao još jedan od vidova mučenja i psihičkog zlostavljanja zatvorenika. Na intervenciju njenog brata Jozefa Auterta, austrijskog oficira, sprovedena je kao zatvorenica i proterana u Drozendorf. Po završetku rata Stefanija se vraća kući i svom suprugu Đorđu u Mionici. Vrativši se u Srbiju i uvidevši koliku štetu cela zemlja pretrpela usled ratnih razaranja odmah je pristupila humanitarnom radu. U znak zahvalnosti za svoje spasenje koje se dogodilo u poslednjem trenutku, daruje zvono Mioničkoj crkvi, koje je odnela okupaciona vojska u Drugom svetskom ratu, što je učinila i sa brojnim drugim srpskim crkvama i manastirima. Takođe je pomagala i Fond sirotih učenika u Mionici. Stefanija Nikolić umire 23. juna 1924. godine, izmučena ratnim stradanjima. Po svojoj izričitoj želji sahranjena je na groblju u Mionici.

## Zаоstavština
Stefanija Nikolić je testamentom ostavila nekoliko legata — i to Fondu sirotih učenika koje je pomagala za života, zatim Trgovačkom udruženju, Zanatskom udruženju, Radničkoj školi i Akademiji nauka. Sve legate koje je ostavila izvršio je njen suprug Đorđe Nikolić apotekar iz Minice.